# Orîșkivți, Lanivți
Orîșkivți (în ucraineană Оришківці) este un sat în orașul raional Lanivți din regiunea Ternopil, Ucraina.

## Demografie
Componența lingvistică a localității Orîșkivți
     Ucraineană (100%)
Conform recensământului din 2001, toată populația localității Orîșkivți era vorbitoare de ucraineană (100%).